# Budyně nad Ohří
Budyně nad Ohří är en stad i Tjeckien.   Den ligger i regionen Ústí nad Labem, i den nordvästra delen av landet, 40 km nordväst om huvudstaden Prag. Budyně nad Ohří ligger 166 meter över havet och antalet invånare är 1 964.
Terrängen runt Budyně nad Ohří är huvudsakligen platt, men västerut är den kuperad. Budyně nad Ohří ligger nere i en dal. Runt Budyně nad Ohří är det ganska glesbefolkat, med 35 invånare per kvadratkilometer. Närmaste större samhälle är Roudnice nad Labem, 9,9 km öster om Budyně nad Ohří. Trakten runt Budyně nad Ohří består till största delen av jordbruksmark.